# Jiggs II
Jiggs II, född 22 september 1925, död 30 mars 1937, även känd som Silent White Richard, var den andra av ett antal engelska bulldoggar som tjänade som maskotar för USA:s  marinkår. Han efterträdde den ursprungliga maskoten, Jiggs, efter den hundens död 1927. Jiggs II var en allmänt väluppfostrad hund med ett känsligt sinne – en kontrast till hans obehagliga vän Private Pagett.  Jiggs II blev mästare på Westminster Dog Show 1926. Han tjänstgjorde som marinkårens maskot i tio år och efter döden begravdes han med full militär utmärkelse vid marinkårens bas i Marine Corps Base Quantico.

## Biografi

### Tidigt liv och familj
Jiggs II föddes i Huntington, New York, som Silent White Richard, son till mästarutställningshunden Silent White Duke, hans far, som beskrivs av Boston Globe som "en av de bästa engelska bulldoggarna i Amerika". Han var nästan helt vit med brokiga markeringar i ansiktet och på svansen.

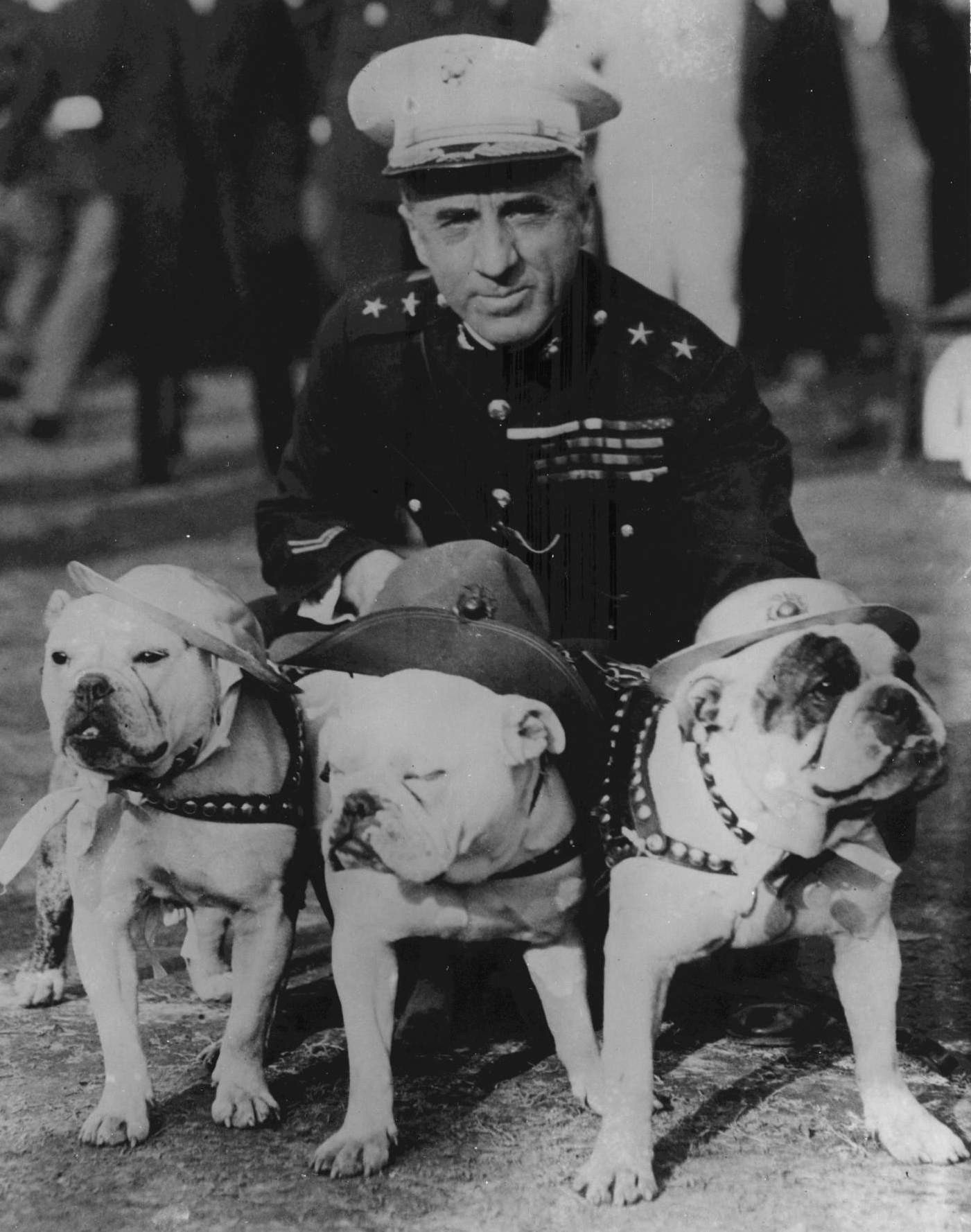
Jiggs II (i förgrunden till höger) tillsammans med Smedley Butler, Bill, sergeant Thunder, 1930.

### Karriär
Silent White Richard erhöll ett blått band på Westminster Dog Show 1926.
Året därpå presenterades han för marinkåren av sin ägare, världsmästaren i tungvikt, Gene Tunney – själv en före detta marinkårssoldat – sedan Tunney fått kännedom om marinkårsmaskot Jiggs död i januari samma år Han accepterades formellt av marinkåren den 27 mars 1927 och döptes om till Jiggs II.  Vid tidpunkten för sin donation var Jiggs II 17 månader gammal, stod 15 380 mm hög och vägde 21 kg.
Några månader efter att Tunney donerat Jiggs II, överfördes hunden tillfälligt tillbaka till boxaren för att tjäna som maskot på hans träningsläger i Chicago, innan han återfördes till marinkårstjänst.
1930 gjorde Jiggs II ett nytt framträdande på Westminster Dog Show som en icke-konkurrerande gäst. Han utsågs av showen till "Hedersmästare". 
Under sin karriär förlades Jiggs II till Marine Barracks Washington, Marine Corps Base Quantico och Marine Corps Recruit Depot Parris Island. I teorin värvades han som menig; han avancerade till sergeant major 1937. Han tjänstgjorde en kort tid tillsammans med Private Pagett (registrerad i stamtavla under namnet Pride of Field), en engelsk bulldogg som donerades av Corps of Royal Marines till U.S. Marine Corps 1927. Menig Pagett, som var känd för att ha en obehaglig läggning och var benägen att bita och jaga, dog 1928 på grund av värmeslag.